# Římskokatolická farnost Hlavatce
Římskokatolická farnost Hlavatce je územním společenstvím římských katolíků v rámci táborského vikariátu českobudějovické diecéze.

## O farnosti
První zprávy o plebánii v Hlavatcích jsou z roku 1354. V roce 1666 byla farnost zrušena a její obce afilovány k Plané nad Lužnicí. V roce 1787 byla samostatná farnost obnovena. Roku 1882 byla ke gotickému farnímu kostelu přistavěna věž. V současné době je farnost administrována ex currendo z Bechyně.
| Kostel             | Místo     | Bohoslužba                        | Bohoslužba                       | Poznámka     |
| ------------------ | --------- | --------------------------------- | -------------------------------- | ------------ |
| Kostel sv. Ondřeje | Hlavatce  | neděle středa (kromě 1. v měsíci) | 11.00 17.00 v zimě, 18.00 v létě | farní kostel |
| Kaple              | Komárov   | 1. středa v měsíci                | 17.00 v zimě, 18.00 v létě       | obecní kaple |
| Kaple              | Vyhnanice | neslouží se pravidelně            | neslouží se pravidelně           | obecní kaple |
| Kaple              | Želeč     | neslouží se pravidelně            | neslouží se pravidelně           | obecní kaple |